# Chloropteryx dealbata
Chloropteryx dealbata là một loài bướm đêm trong họ Geometridae.